# Musketball
Musketball ("Bola de mosquete", literalmente) fue un satélite artificial de la USAF lanzado el 7 de agosto de 1971 mediante un cohete Atlas desde la base de Vandenberg.
La misión de Musket Ball era obtener datos sobre la densidad de la atmósfera a altitudes relativamente bajas. Para ello el propio satélite se construyó con una densidad alta, de latón, y tenía forma de esfera de 30 cm de diámetro, con unas paredes de 2,5 cm de espesor. Tenía un par de antenas en su superficie, a 180 grados la una de la otra, y que transmitían en banda C. La electrónica del satélite consistía en un transpondedor y una batería de plata y cadmio. La batería era la única fuente de energía del satélite, y tenía una duración de 12 días. El transpondedor se encendía en intervalos de tiempo programados para las sesiones de comunicación.
El satélite reentró en la atmósfera el 19 de septiembre de 1971.